# Eduard Svoboda
Eduard Svoboda (* 28. října 1945 Havlíčkův Brod) je bývalý československý hokejový obránce. Jeho syn Robert Svoboda je hokejový trenér a bývalý hokejista.

## Hokejová kariéra
V československé lize hrál za VSŽ Košice a TJ Gottwaldov. Odehrál 4 ligové sezóny. Po skončení ligové kariéry hrál za TJ Meochema Přerov. Za reprezentaci Československa nastoupil 12. 3. 1969 v Praze proti Kanadě a dal jeden gól.

## Klubové statistiky
| Sezona    | Klub            | Soutěž  | Základní část | Základní část | Základní část | Základní část | Základní část |
| Sezona    | Klub            | Soutěž  | Z             | G             | A             | B             | TM            |
| --------- | --------------- | ------- | ------------- | ------------- | ------------- | ------------- | ------------- |
| 1968/1969 | VSŽ Košice      | 1. liga | -             | -             | -             | -             | -             |
| 1969/1970 | TJ Gottwaldov   | 1. liga | 35            | 5             | 7             | 12            | -             |
| 1970/1971 | TJ Gottwaldov   | 2. liga | -             | -             | -             | -             | -             |
| 1971/1972 | TJ Gottwaldov   | 1. liga | 33            | 3             | 4             | 7             | -             |
| 1972/1973 | TJ Gottwaldov   | 2. liga | -             | -             | -             | -             | -             |
| 1973/1974 | TJ Gottwaldov   | 2. liga | -             | -             | -             | -             | -             |
| 1974/1975 | TJ Gottwaldov   | 1. liga | 39            | 1             | 2             | 3             | -             |
| 1975/1976 | Meochema Přerov | 3. liga | -             | -             | -             | -             | -             |
| 1976/1977 | Meochema Přerov | 3. liga | 31            | 2             | 14            | 16            | 52            |
| 1977/1978 | Meochema Přerov | 2. liga | 44            | 6             | 7             | 13            | 20            |
| 1978/1979 | Meochema Přerov | 2. liga | 44            | 3             | 6             | 9             | 14            |
| 1979/1980 | Meochema Přerov | 2. liga | -             | 2             | -             | -             | -             |
| 1980/1981 | Meochema Přerov | 2. liga | -             | 0             | -             | -             | -             |